# Abigail și Brittany Hensel
Abigail „Abby” Loraine Hensel și Brittany „Britty” Lee Hensel (născute la 7 martie 1990, comitatul Carver, Minnesota, Statele Unite ale Americii ) sunt gemene siameze bicefalice.

## Organe controlate în comun
Abby și Brittany posedă organe individuale în partea superioară a corpului lor, în timp ce împart majoritatea organelor situate la nivelul sau sub nivelul buricului, o excepție făcând coloana vertebrală.
- 2 capete
- 2 brațe
- 2 măduve ale spinării
- 3 plămâni
- 2 sâni
- 2 inimi cu un sistem circulator comun.
- 1 ficat
- 2 stomacuri
- 3 rinichi
- 2 vezici biliare
- 2 vezici
- 1 cutie toracică
- 1 intestin gros
- 1 sistem de reproducere
- 1 pelvis
- 2 picioare

## Filmografie
Lista care urmează este o listă de filme documentare și de alte apariții la televiziune.
| Data difuzării    | Calificare                                          | Distribuitor              | Producător                                                  |
| ----------------- | --------------------------------------------------- | ------------------------- | ----------------------------------------------------------- |
| 8 aprilie 1996    | The Oprah Winfrey Show⁠(d)                           | King World Productions⁠(d) | Harpo Productions⁠(d)                                        |
| 27 martie 2003    | Joined for Life                                     | Discovery Channel         | Advanced Medical Productions, American Broadcasting Company |
| 17 decembrie 2006 | Joined for Life: Abby and Brittany împlinesc 16 ani | The Learning Channel      | Advanced Medical Productions                                |
| 19 februarie 2007 | Extraordinary People: The Twins Who Share a Body    | Five (Marea Britanie)     | On North                                                    |

### Videoclipuri disponibile pe YouTube
- Abigail and Brittany Hensel „Due Ragazze con un corpo solo” (în engleză)
- Siamese Twin Girls (în engleză)